# ユービーアイソフト
ユービーアイソフト（英: Ubisoft Entertainment SA）は、フランスに本社を置くコンピュータゲームの開発・販売会社。

## 概要
事業内容
2015年現在、世界96ヵ国にて事業展開、19ヵ国に29の開発スタジオがあり、開発スタッフ約7,800人を含む約10,000人のスタッフを抱える世界3位のパブリッシャー。
アクションゲームやファーストパーソン・シューティングゲームやオープンワールドの分野で世界的に高い評価を受けている。
2001年、アメリカの老舗ゲームメーカー「ブローダーバンド」の有する知的財産権を取得し、『MYST』、『プリンス・オブ・ペルシャ』など旧ブローダーバンドのゲームは現在ユービーアイソフトから発売されている。また、2003年には連邦倒産法第11章を申請した3DO社より130万ドルで人気RPG『マイト・アンド・マジック』シリーズの権利を取得している。
2007年5月23日、フランス版E3と位置づけた「UbiDays」を地元フランスのパリで開催。年内発売予定の自社タイトル約20作品を披露した。
2009年4月1日以降、日本国内でのタイトル販売はスクウェア・エニックスが行う事が発表された。
主な関連会社として、Ubisoftの日本の開発スタジオであるUbisoft Osaka株式会社（旧Ubisoft Nagoya）、ゲームロフトがある。
社名
社名の由来は「Ubiquity」（広く、いつ、どこにでも存在する）から取ったもので創業者の一人であるジェラールが世界中どこにでも在りたいという想いから考案した。
「Ubi」はフランス語では「ウビ」[y'bi]（IPAを参照）、英語では「ユビ」と発音される事もある。最近では「ウービィ」「ユービィ」と発音するのが一般的だが、創設者の一人であるイヴ・ギユモは「好きに呼んでほしい」と答えている。日本では日本語での覚えやすさを考慮して、登記上も含め「ユービーアイ（UBI）」の読み方を採用している。

## 歴史
- 1986年：クロード、ミシェル、ジェラール、クリスティアン、イヴのギユモ5兄弟によって、生まれ故郷であるブルターニュ地方モルビアンにて創業[7]。海外のゲームメーカーと提携し、主にゲームソフトをフランス国内で流通、販売を始める[5]。ミシェル・ギユモはのちに1999年、ゲームロフトを創立する。
- 1987年：同社初のゲーム『ゾンビ』を開発[8]。
- 1990年：ゲームデザイナーを社員に迎え、本格的なゲーム開発に着手。それに伴い、本社をパリに移す[5]。
- 1992年：同社のマスコットキャラクター「レイマン」が誕生。以降、レイマンを登場させたゲームが製作される。
- 1994年：モントルイユに開発スタジオを設立[5][9]。
- 1996年：株式市場に公開。同時に上海、モントリオールに開発スタジオを開設[5]。
- 2000年：アメリカのゲーム企業レッド・ストーム・エンターテインメント（Red Storm Entertainment）[注 2]およびドイツのゲーム企業ブルーバイト（Blue Byte）を買収[5]。
- 2001年：販売支社を世界に展開。11月、オンラインサービスubi.comを開始[5]。
- 2002年：モントリオールのスタジオで開発された『スプリンターセル』が、Academy of Interactive Arts & Sciencesにおいて、「コンソール・ゲーム・オブ・ザ・イヤー」賞を受賞[10]。
- 2006年：『ゴーストリコン アドバンスウォーファイター』が英国アカデミー賞ゲーム部門において「ベストゲーム」賞を受賞[11]。
- 2008年：7月にカナダのVFX制作会社ハイブリッド・テクノロジーズを買収[12][13]。11月にはアクティビジョン・ブリザード傘下の企業マッシヴ・エンターテインメント（Massive Entertainment）を買収[14][15]。
- 2009年：『アサシン クリード II』が日本ゲーム大賞においてフューチャー部門を受賞[5]。
- 2011年：映像制作スタジオUbisoft Motion Picturesを設立。同スタジオはユービーアイソフトのゲームタイトルを基にした映画およびテレビ番組の製作を手がけている[16]。
- 2012年：単独イベント「UbiDay」を日本で初めて開催。開催地は東京・秋葉原[5]。
- 2015年：フランスのメディア企業ヴィヴェンディから1億4000万ユーロの出資を受ける[17]。
- 2018年：ヴィヴェンディが中国のテンセントやカナダの年金基金などへの全株式の売却を発表[18]。
- 2023年：マイクロソフトとアクティビジョン・ブリザードからアクティビジョン・ブリザードが保有するIPのクラウド配信権の譲渡を受ける。

## 訴訟

### 性的違法行為の告発
2015年12月、同社のパーティー中、女性蔑視的な「ボーイズクラブ」精神を強く押し出していた当時副社長のFrancois氏がチームメンバーに女性スタッフを抱えさせ、無理やりキスしようとした。2020年に女性からの告発を受けFrancois氏を含む計5名が逮捕された。この件についてUBIsoftはフランスの日刊紙Libérationからの問い合わせに対し、「この件について情報が無いため、お話できることはありません。」と述べている。

## 日本法人
ユービーアイソフトの日本法人は、1994年にユービーアイソフト株式会社として設立された。
自社作品の発売を手がけるのみならず、F1シリーズやロード オブ ザ フォールンなど日本国外では他社から発売されている作品の発売を手がけることもある。

## 主なゲームソフト一覧

### シリーズ商品
太字の作品はXbox/Xbox 360版をXbox One上でプレイできる作品である。
2025年現在では、ジャストダンスシリーズは2019版以前においてオンラインサービスを終了済みであり、ザ・クルー一作目についても同様である。また、2024年にニンテンドーネットワークのサービスを終了したWii Uについてもすでにすべての作品がオンラインサービスを終了した。それ以外の作品では、PS4/One世代より後の作品より後のほぼすべての作品（ファークライ3、アサシンクリードIVなど）のみがサービス継続中である。日本でのXbox One向けディスク版はアサシンクリード　オリジンズ以降は発売されていない。
あ行
- IL-2 Sturmovikシリーズ
  - IL-2 Sturmovik
  - IL-2 Sturmovik 1946
  - IL-2 Sturmovik : Cliffs of Dover
- アサシン クリードシリーズ
  - アサシン クリード
  - アサシン クリード アルタイルクロニクルズ
  - アサシン クリード II
  - アサシン クリード II ディスカバリー
  - アサシン クリード ブラッドライン
  - アサシン クリード ブラザーフッド
  - アサシン クリード リベレーション
  - アサシン クリード III
  - アサシン クリード III レディ リバティ(HD)
  - アサシン クリード IV ブラック フラッグ
  - アサシン クリード ユニティ
  - アサシン クリード ローグ
  - アサシン クリード シンジケート
  - アサシン クリード クロニクル
  - アサシン クリード オリジンズ
  - アサシン クリード オデッセイ
  - アサシン クリード ヴァルハラ
  - アサシン クリード ミラージュ
  - アサシン クリード シャドウズ
- Annoシリーズ
  - Anno 1404
  - Anno 2070
  - Anno 1800
- ウォッチドッグスシリーズ
  - ウォッチドッグス
  - ウォッチドッグス2
  - ウォッチドッグス レギオン
- F1 Racing Championship（英語版）

か行
- キャッツシリーズ
  - キャッツ
  - キャッツ2 だいすきにゃんにゃんパーク
- コール・オブ・ファレスシリーズ
  - コール・オブ・ファレス
  - コール・オブ・ファレス 血の絆
  - コール オブ ファレス ザ・カルテル
  - コール オブ ファレス：ガンスリンガー

さ行
- Silent Hunterシリーズ
- ザ・クルーシリーズ
  - ザ・クルー
  - ザ・クルー2
  - ザ・クルー:モーターフェス
- Just Danceシリーズ
  - Just Dance
  - Just Dance 2
  - Just Dance 3
  - Just Dance 4
  - Just Dance 2014
  - Just Dance 2015
  - Just Dance Kids
  - Dance on Broadway
  - JUST DANCE Wii（任天堂による日本ローカライズ版）
  - JUST DANCE Wii 2（任天堂による日本ローカライズ版）
  - JUST DANCE Wii U（任天堂による日本ローカライズ版）
- ゾンビ シリーズ
  - ゾンビU
  - ゾンビ

た行
- トム・クランシーシリーズ
  - レインボーシックスシリーズ
    - レインボーシックス ローグスピア
    - レインボーシックス3 レイブンシールド
    - レインボーシックス ベガス
    - レインボーシックス ベガス 2
    - レインボーシックス シージ(シージX)
    - レインボーシックス エクストラクション
    - レインボーシックス モバイル

  - H.A.W.Xシリーズ
    - トムクランシーズ H.A.W.X.
    - トムクランシーズ H.A.W.X. 2

  - ゴーストリコンシリーズ
    - ゴーストリコン
    - ゴーストリコン デザートシージ
    - ゴーストリコン アイランドサンダー
    - ゴーストリコン ジャングルストーム
    - ゴーストリコン2
    - ゴーストリコン アドバンスウォーファイター
    - ゴーストリコン アドバンスウォーファイター2
    - ゴーストリコン シャドーウォー
    - ゴーストリコン フューチャーソルジャー
    - ゴーストリコン ワイルドランズ
    - ゴーストリコン ブレイクポイント

  - スプリンターセルシリーズ
    - スプリンターセル
    - スプリンターセル パンドラトゥモロー
    - スプリンターセル カオスセオリー
    - スプリンターセル 二重スパイ
    - スプリンターセル コンヴィクション
    - スプリンターセル3D
    - スプリンターセル ブラックリスト

  - ディビジョンシリーズ
    - ディビジョン
    - ディビジョン2

  - エンド ウォー
- Trialsシリーズ
  - Trials HD
  - Trials Evolution
  - トライアルズ フュージョン
  - トライアルズ ライジング
- ドライバーシリーズ
  - Driver: Parallel Lines
  - ドライバー:レネゲイド3D
  - ドライバー:サンフランシスコ
- TrackManiaシリーズ
  - トラックマニア ターボ

は行
- Far Cryシリーズ
  - Far Cry
  - Far Cry Instincts: Predator
  - Far Cry 2
  - Far Cry 3
  - Far Cry 4
  - Far Cry 5
  - Far Cry 6
  - ファークライ プライマル
  - ファークライ3 ブラッド ドラゴン
  - ファークライ ニュードーン
- ブラザー イン アームズシリーズ
  - ブラザー イン アームズ ロード トゥ ヒル サーティー
  - ブラザー イン アームズ 名誉の代償
  - ブラザー イン アームズ ヘルズハイウェイ
- プリンス・オブ・ペルシャシリーズ
  - プリンス・オブ・ペルシャ 時間の砂
  - プリンス・オブ・ペルシャ ケンシノココロ
  - プリンス・オブ・ペルシャ 二つの魂
  - プリンス・オブ・ペルシャ
  - プリンス・オブ・ペルシャ 忘却の砂
  - プリンス・オブ・ペルシャ 失われた王冠
- ブレイジング・エンジェルシリーズ
  - ブレイジング・エンジェル
  - ブレイジング・エンジェル2：シークレット・ミッション・オブ・WW II
- Petzシリーズ
  - にゃんこと魔法のぼうし
  - わんこと魔法のぼうし

ま行
- マリオシリーズ
  - マリオ+ラビッツ キングダムバトル
  - マリオ+ラビッツ ギャラクシーバトル

や行
- ユアシェイプシリーズ
  - ユアシェイプ フィットネス・エボルブ
  - ユアシェイプ フィットネス・エボルブ2012

ら行
- Rabbidsシリーズ
  - Rayman Raving Rabbids(ラビッツ・パーティー)
  - ラビッツ・パーティー リターンズ
  - ラビッツ・ゴー・ホーム
  - ラビッツ・パーティー タイムトラベル
  - ラビッツランド
  - Rabbids Rumble
- レイマンシリーズ
  - レイマン
  - Rayman 2: The Great Escape
  - Rayman 3: Hoodlum Havoc
  - Rayman M
  - Rayman DS
  - Rayman 3D
  - レイマン オリジン
  - レイマン レジェンド
- レッドスティールシリーズ
  - レッドスティール
  - レッドスティール2
- Rocksmithシリーズ
  - Rocksmith
  - Rocksmith 2014

### 単体商品
あ行
- ABBA: You Can Dance
- アントールドレジェンド ウォーリアーズ・コード
- イーグルフライト
- イモータルズフィニクスライジング
- Voodoo Dice
- UNO（Nintendo Switch版）
- エア コンフリクト ベトナム
- エアメック アリーナ
- エイリアン レイジ
- X-BLADES

か行
- カースド クルセイド
- ガールズファッション3D☆めざせ！トップスタイリスト
- グランドエイジ メディーバル
- グリップシフト
- GROW HOME
- COLD FEAR
- コンバット オブ ジャイアント ダイナソー3D

さ行
- The Smurfs Dance Party
- The Hip Hop Dance Experience
- The Black Eyed Peas Experience
- ショーン・ホワイト スノーボード
- スコット・ピルグリムVS.ザ・ワールド: ザ・ゲーム
- スティープ
- スナイパーエリートV2
- スナイパー ゴーストウォリアー
- スパルタカス レジェンド
- スポーツコネクション

た行
- ダーク クエスト アライアンス
- Child of Eden
- チャイルド オブ ライト
- Chessmaster ※代表的なコンピュータチェスだが日本では取り扱っていない。
- テトリス アルティメット
- トゥーワールド2

な行
- ニトロバイク

は行
- ハッピー☆アニマル牧場
- バリアント ハート ザ グレイト ウォー
- Beyond Good & Evil（英語版）
- フィット・イン・シックス カラダを鍛える6つの要素
- フォーオナー
- フランティックス きらきら謎解き大冒険
- POD: Planet of Death（英語版）

ま行
- Michael Jackson: The Experience
- マイト・アンド・マジック エレメンツ
- モンスター4×4 ワールドサーキット

ら行
- ラケットスポーツ
- リズン2 ダークウォーター
- R.U.S.E.
- ルミネス エレクトロニック シンフォニー
- ロード オブ ザ フォールン

### スマートフォンアプリ
- ハムゴラ ハムスター＆マンドラゴラ